# Charles Edward Hubbard
Charles Edward Hubbard  (1900, Norfolk -1980) va ser un botànic, agrostòleg anglès. Va ser considerat "autoritat mundial en la classificació i reconeixement de gramínies".
A instàncies del seu pare, va començar a treballar en els jardins botànics Reals de Sandringham, d'on era funcionari. L'any 1920 va passar als Jardins de Kew, i l'any 1923 passa al seu herbari, començant enèrgics i talentosos estudis agrostològics.
Va visitar el "Queensland Herbarium" entre 1930 i 1931, com a botànic d'intercanvi, mentre al seu torn William Francis va estar un any a Kew. Durant la seva curta estada col·lecta 15.000 espècimens, i al febrer de 1931 visita Queensland Central recol·lectant en el veïnatge de Rockhampton i del riu Fitzroy. En dotze mesos Hubbard examina cada espècimen de Poaceae en l'Herbari de Queensland estimulant a Stan Blake a investigar en pastures i Cyperaceae.
Aconsegueix la posició de curador de l'Herbari i de la Biblioteca de Kew l'any 1957. Posteriorment oposita i guanya el lloc de Sotsdirector de Kew Gardens. Es va retirar l'any 1965.

## Algunes publicacions
- 1940. Hubbard, CE; RE Vaughan. The Grasses of Mauritius & Rodriguez
- 1948. Hutchinson, J; CE Hubbard. British Flowering Plants. Evolution & classification of families & genera, with notes on their distribution ... & an account of the Gramineae × CE Hubbard
- 1952. Hubbard, CE; EWB Redhead; P Taylor; WB Turrill; B Verdcourt. Flora of Tropical East Africa. Edits.: W. B. Turrill & I. Milne Redhead
- 1958. Hubbard, CE; G Jackson; PO Wiehe. An Annotated Check List of Nyasaland Grasses, Indigeneous & Cultivated

### Llibres
- 1968. Grasses (Pelican). Penguin Books Ltd. 464 pàg. ISBN 0-14-020295-1

- 1992. Grasses: A Guide to Their Structure, Identification, Usis & Distribution: v. 1 (Penguin Press Science). Ed. Penguin Books Ltd. 480 pàg. ISBN 0-14-013227-9

## Honors
- L'any 1967 és guardonat amb la Medalla linneana d'Or, per la seva obra com agrostòleg
- 1970: medalla Veitch

### Epònims
Gèneres
- Hubbardochloa P.Auquier 1980[2]

Espècies
- (Chenopodiaceae) Chenopodium hubbardii Aellen[3]

- (Cyperaceae) Carex hubbardii Nelmes[4]

- (Euphorbiaceae) Sauropus hubbardii Airy Shaw[5]

- (Fabaceae) Acacia hubbardiana Pedley 1969[6]

- (Pandanaceae) Pandanus hubbardii H.St.John[7]

- (Poaceae) Acroceras hubbardii (A.Camus) Clayton[8]

- (Poaceae) Digitaria hubbardii Henrard[9]

- (Poaceae) Poa hubbardiana Parodi[10]

- (Poaceae) Tristachya hubbardiana Conert[11]

- (Poaceae) Festulpia × hubbardii Stace & R.Cotton[12]

- (Poaceae) Ischaemum hubbardii Bor[13]

- (Poaceae) Iseilema hubbardii Uppuluri[14]

- (Poaceae) Lolium × hubbardii Jansen & Wachter ex B.K.Simon[15]

- (Poaceae) Phleum hubbardii D.Kováts[16]

- (Poaceae) Sporobolus hubbardii A.Chev.[17]

- (Poaceae) Triodia hubbardii N.T.Burb.[18]